# Volby prezidenta USA 1812

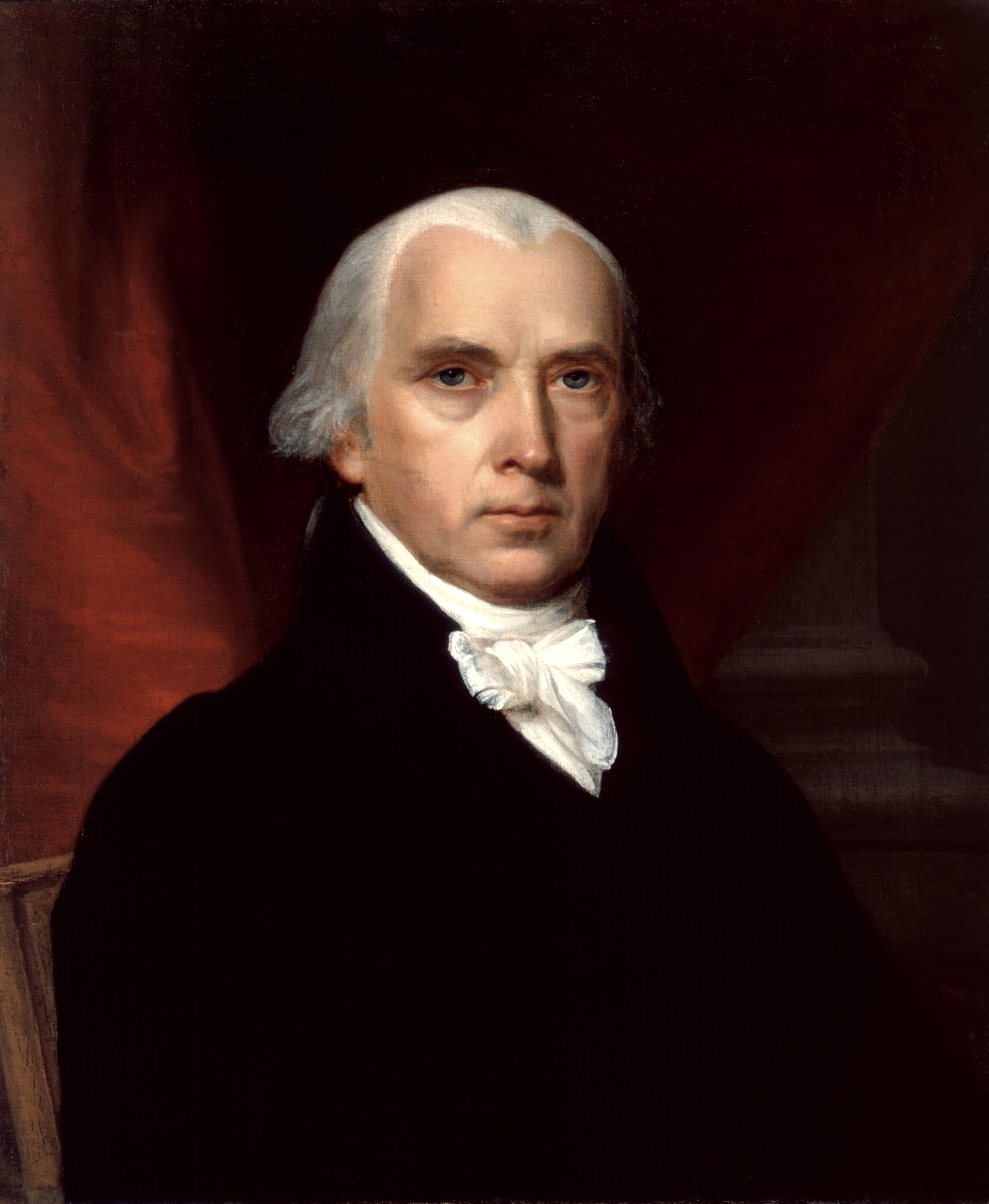
James Madison

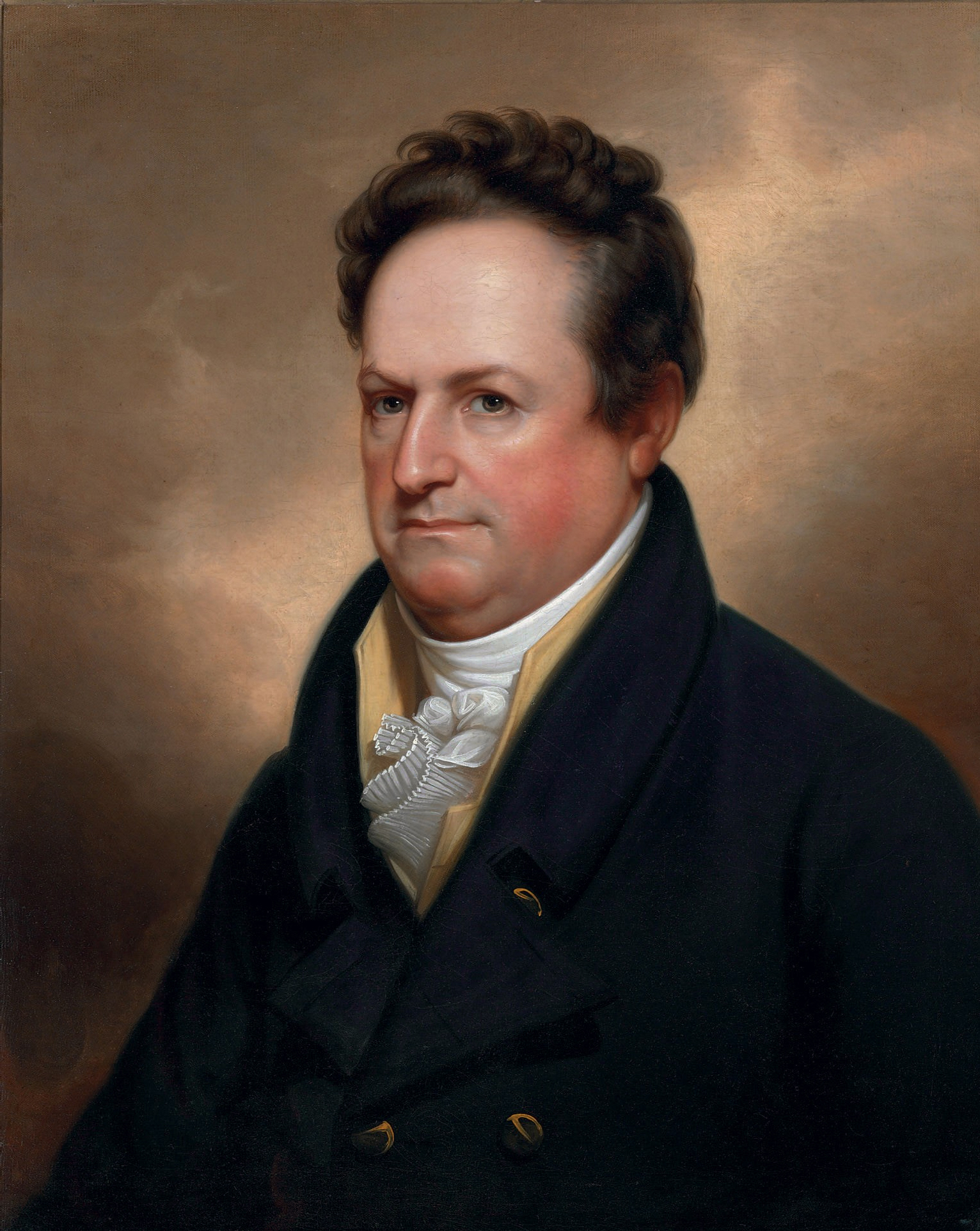
DeWitt Clinton

Výsledky voleb podle států

Volby prezidenta USA 1812 byly sedmé prezidentské volby ve Spojených státech. Prezidentem byl znovuzvolen James Madison a viceprezidentem zvolen Elbridge Gerry.

## Volební kampaň
Prezidentské volby v roce 1812 se konaly ve válečné atmosféře se Spojeným královstvím. V létě tohoto roku totiž vypukla britsko-americká válka. Madison se obával, že pokud nedospěje k závěru o vypovězení války, Demokraticko-republikánská strana ho nenominuje. Válka známa jako „Madisonova válka“ významně snížila popularitu prezidenta. Nicméně byl nominován spolu s Elbridgem Gerrym, který kandidoval na viceprezidenta. Federalistická strana měla rozbité struktury a pro tuto chvíli zmizela. Podporovala kandidaturu demokraticky-republikánského kandidáta DeWitta Clintona, který byl známý svými pacifistickými názory. Přes slabou podporu nakonec Madison zvítězil, ač ve většině států na západě a jihu a ve státech Nové Anglie dostal mnohem menší podporu.

## Hlasování
Obecné volby probíhaly 30. října a 16. listopadu 1808 a zúčastnilo se jich 278 786 voličů. Madison získal podporu 50,4 % voličů, Clinton 47,6 % a Rufus King, někdejší kandidát na viceprezidenta, 2 %. Ve sboru volitelů 10. února 1809 vyhrál James Madison se 128 hlasy, přičemž požadovaná většina byla 108. Jeho protikandidát získal 89 hlasů. Elbridge Gerry však zvítězil v hlasování na viceprezidenta se shodnými 128 hlasy. Jared Ingersoll obdržel 86 hlasů na viceprezidenta. Elbridge Gerry, jako případný viceprezident Clintona, obdržel tři hlasy. Celkový počet volitelů byl 217.
Volební účast byla než 4,61 %.
| Jméno                    | Stát             | Hlasy Voličů | %    | Hlasy Volitelů | Strana              |
| ------------------------ | ---------------- | ------------ | ---- | -------------- | ------------------- |
| James Madison            | Virginie         | 140 431      | 50.4 | 128            | demokrat-republikán |
| Elbridge Gerry           | Massachusetts    | -            | -    | 128            | demokrat-republikán |
| DeWitt Clinton           | New York         | 132 781      | 47.6 | 89             | demokrat-republikán |
| Jared Ingersoll          | Pensylvánie      | -            | -    | 86             | federalista         |
| Elbridge Gerry           | Massachusetts    | -            | -    | 3              | demokrat-republikán |
| Rufus King               | New York         | 5 574        | 2.0  | 0              | federalista         |
| William Richardson Davie | Severní Karolína | -            | -    | 0              | federalista         |